# Páni z Dražic

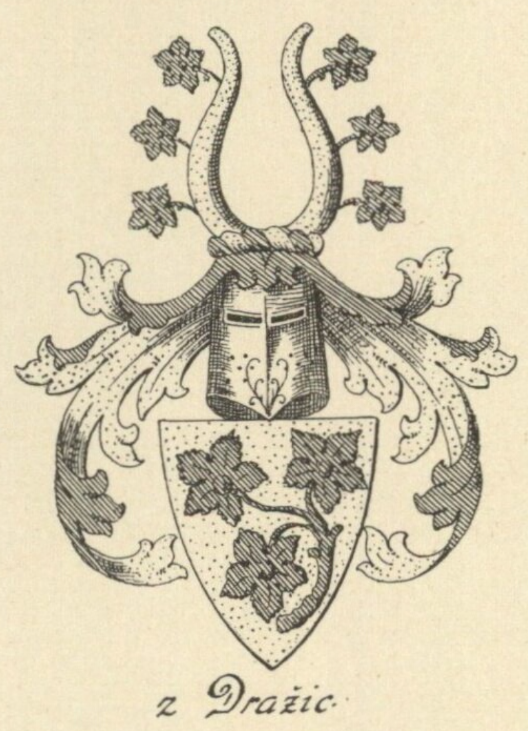
Erb pánů z Dražic

Páni z Dražic byli středověký český panský rod, své jméno odvozoval od hradu Dražice u Benátek na Jizerou. Jeho příslušníci často působili ve vysokých církevních hodnostech. 

## Historie

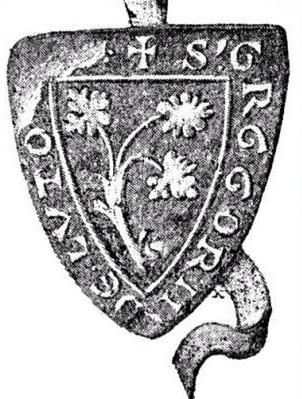
Pečeť Řehníka z Litovic

Nejstarší známý člen rodu je pražský biskup Jan II. z Dražic. Jeho sestra si vzala Budislava, který od roku 1264 působil jako pražský kanovník, později mělnický probošt. Vykonával funkci děkana pražské kapituly. Zplodil čtyři syny, z nichž Abel a Trojan následovali otce a pracovali jako pražští kanovníci, zatímco Jan III. byl roku 1258 jmenován pražským biskupem a tuto činnost vykonával až do své smrti v roce 1278. 
Poslední syn Řehník založil hrad Dražice, jeho syn pak Jan IV. založil Nové Benátky a úzce spolupracoval s Karlem IV. a působil jako kronikář. Roku 1301 jej zvolili pražským biskupem, což tehdy znamenalo i hlavou celé církve v Čechách, a v této funkci sloužil až do smrti roku 1343. Díky svému pobytu v Avignonu do rodné země přivedl mnoho umělců a nechal je pracovat na biskupském sídle v Roudnici a dokončit rodové sídlo v Dražicích. V letech 1333–1338 jeho zásluhou v Roudnici nad Labem vznikl jeden z prvních kamenných mostů v Čechách i augustiniánský klášter. Jan IV. byl posledním pražským biskupem, protože jeho nástupce Arnošt z Pardubic byl povýšen na arcibiskupa. Jeho synovec Jan pracoval jako královský nejvyšší písař a jím rod roku 1383 vymřel.

## Erb
Páni z Dražic měli ve štítě tři vinné listy, které jsou udávány v stříbrné, zelené a zlaté barvě. Dnes tyto listy tvoří součást znaku města Hostivice, kam byly převzaty z erbu Řehníka z Litovic, který na území Hostivic vlastnil tvrz. 

## Příbuzní
Příbuzensky se spojili s Vartenberky.